# Veronika Kivisilla

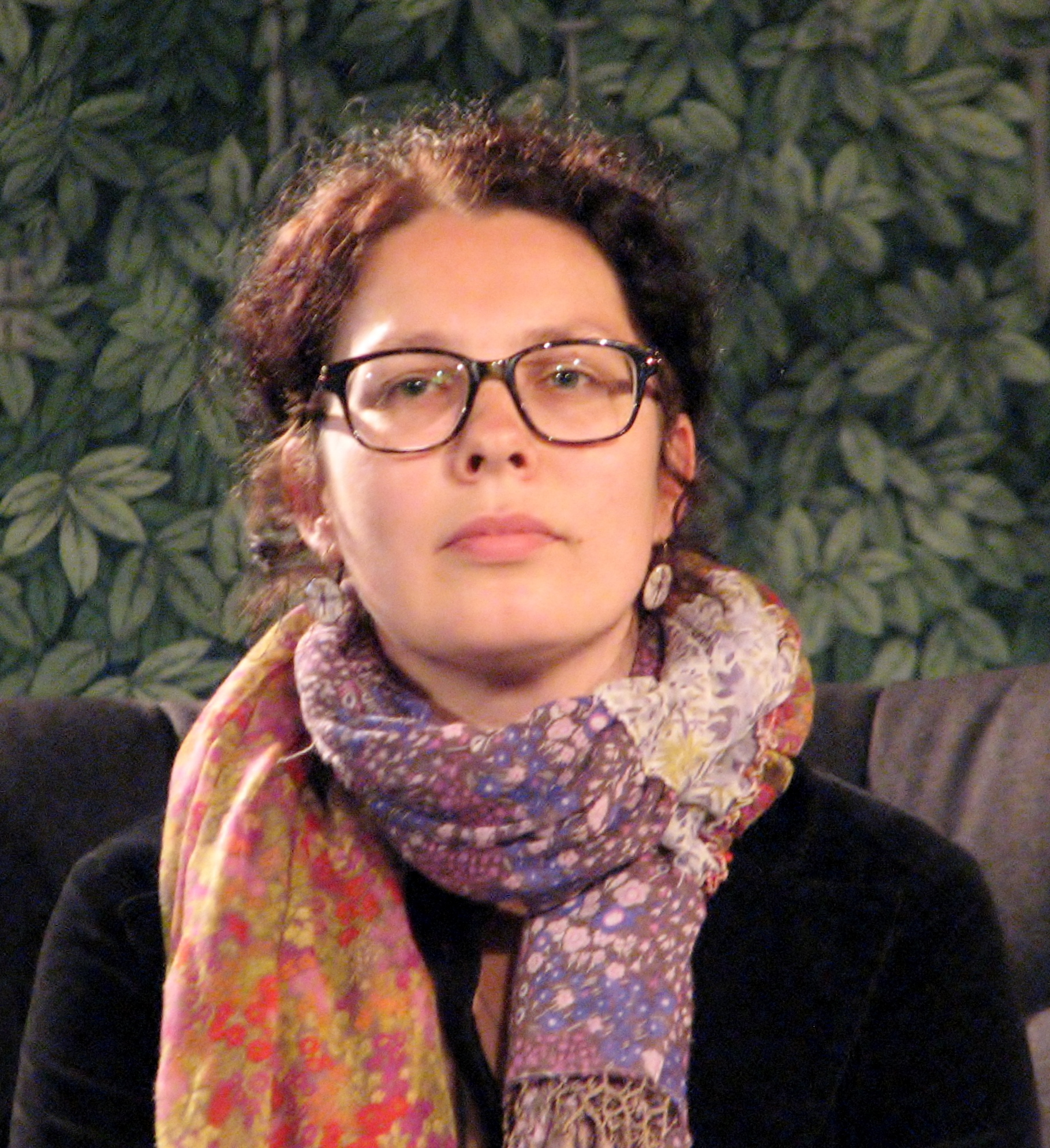

Veronika Kivisilla (* 21. Dezember 1978 in Tallinn) ist eine estnische Dichterin und Literaturkritikerin.

## Leben
Veronika Kivisilla machte 1997 in Tallinn Abitur und studierte an der Pädagogischen Hochschule Tallinn von 1997 bis 2001 estnische Sprache und Literatur. Im gleichen Jahrgang studierten auch Jürgen Rooste, Wimberg, Ivar Sild und Kätlin Vainola. Danach war sie einige Jahre an Schulen in Rocca al Mare und Laagri als Lehrerin tätig.
Kivisilla ist seit 2012 Mitglied des Estnischen Schriftstellerverbandes und als Projektleiterin des Verbandes verantwortlich für literarische Veranstaltungen und Konferenzen.

## Werk
Veronika Kivisilla debütierte verhältnismäßig spät mit Gedichten in Looming und legte 2011 ihren ersten Gedichtband vor. Ihre Gedichte sind häufig gestochen scharfe Ausformulierungen alltäglicher Beobachtungen, bei denen eine Nähe zu kompakter Prosa festgestellt werden kann. Ihre Dichterkollegin Kätlin Kaldmaa nannte Kivisilla in einer Rezension einen Wolf im Schafspelz: „Trotz der Form des freien Verses erzählt sie in ihren Gedichten Geschichten.“
Veronika Kivisilla ist auch aktiv als Literaturkritikerin und hat beispielsweise Essays über Ellen Niit oder Kalju Kruusa veröffentlicht. Außerdem verfasste sie Lehrbücher. Ferner hegt sie ein besonderes Interesse für die estnische Musikkultur.

## Übersetzungen ins Deutsche
- Neben mir im Bus – Am größten und traurigsten – In der Kindheit war eine meiner Lieblingssachen – Wir hatten einander hoch und heilig versprochen. Übersetzt von Uta Kührt, in: Nimed, sõnad, nõiamärgid. Names, words, witch’s symbols. Edited by Jürgen Rooste. Tallinn: Estonian Literature Centre 2015, S. 61–64.
- Am größten und traurigsten. Übersetzt von Uta Kührt, in: Grand Tour. Reisen durch die junge Lyrik Europas. Im Auftrag der Deutschen Akademie für Sprache und Dichtung herausgegeben von Federico Italiano und Jan Wagner. München: Carl Hanser 2019, S. 461.

Außerdem gibt es Proben auf lyrikline (s. u.).

## Auszeichnungen
- 2006 Literaturpreis des Estnischen Kulturkapitals (Übersetzung)

## Bibliografie
- Kallis kalender (luuletusi 2009-2010) ('Teurer Kalender. Gedichte 2009-2010'). Tallinn: verb 2011. 68 S.
- Veronica officinalis ('Echter Ehrenpreis'). Tallinn: verb 2012. 87 S.
- Cantus firmus. s. l.: Näo Kirik 2015. 109 S.
- Kuni armastus peale tuleb. ('Bis die Liebe einen überkommt') s. l.: Kirjastus Hunt 2018. 220 S.